# جورج غاردن
جورج غاردن هو عالم عقيدة كندي، ولد في 1772، وتوفي في 15 أكتوبر 1828.